# Amphitecna regalis
Amphitecna regalis là một loài thực vật có hoa trong họ Chùm ớt. Loài này được (Linden) A.H.Gentry mô tả khoa học đầu tiên năm 1980.